# Флаг Усольского района (Иркутская область)
Флаг Усо́льского районного муниципального образования Иркутской области Российской Федерации — опознавательно-правовой знак, служащий официальным символом муниципального образования.
Флаг утверждён 25 мая 2010 года и внесён в Государственный геральдический регистр Российской Федерации с присвоением регистрационного номера 6329.

## Описание
«Прямоугольное зелёное полотнище с отношением ширины к длине 2:3, с изображением фигур герба: голубой полосы (габаритной шириной в 1/9 ширины полотнища), отделённой от основной части рядом белых кубов, на которых стоит белый же горностай с чёрным носом, глазом и кончиком хвоста».

## Обоснование символики
Центр Усольского районного муниципального образования — город Усолье-Сибирское основан как поселение в 1669 году. Первоначально братья Михалёвы, обнаружив на берегу реки Ангары соляной источник, построили здесь соляную варницу. Соляной промысел — первый в Сибири (до этого соль приходилось возить из-за Урала) стал основой быстрого экономического развития этих мест и в конечном итоге дал название — Усолье-Сибирское. Соль дала жизнь территориям, вошедшим в современное Усольское районное муниципальное образование. Соляной промысел, начатый Михалёвыми, с той поры не прекращался.
Соляная варница, основанная на берегу реки Ангары и давшая начало промыслу образно отражена на флаге Усольского районного муниципального образования поясом из соляных кубов на голубой полосе.
Символика горностая на флаге многозначна:
— горностай — символ богатства, знатности, чистоты и аккуратности, образ многообразной сибирской природы, Природную символику дополняет зелёный цвет — символ здоровья, молодости, жизненного роста, окружающей природы.
— На территории России горностай особенно распространён в Сибири. На флаге горностай, стоящий на кубах соли, аллегорически отражает название района и его центра — Усолье-Сибирское.
Белый цвет (серебро) — символ совершенства, мира и взаимопонимания; цвет бескрайних сибирских просторов.
Голубой цвет — символ чести, благородства, духовности, цвет неба и воды.

## См. также

Флаги муниципальных образований Усольского района
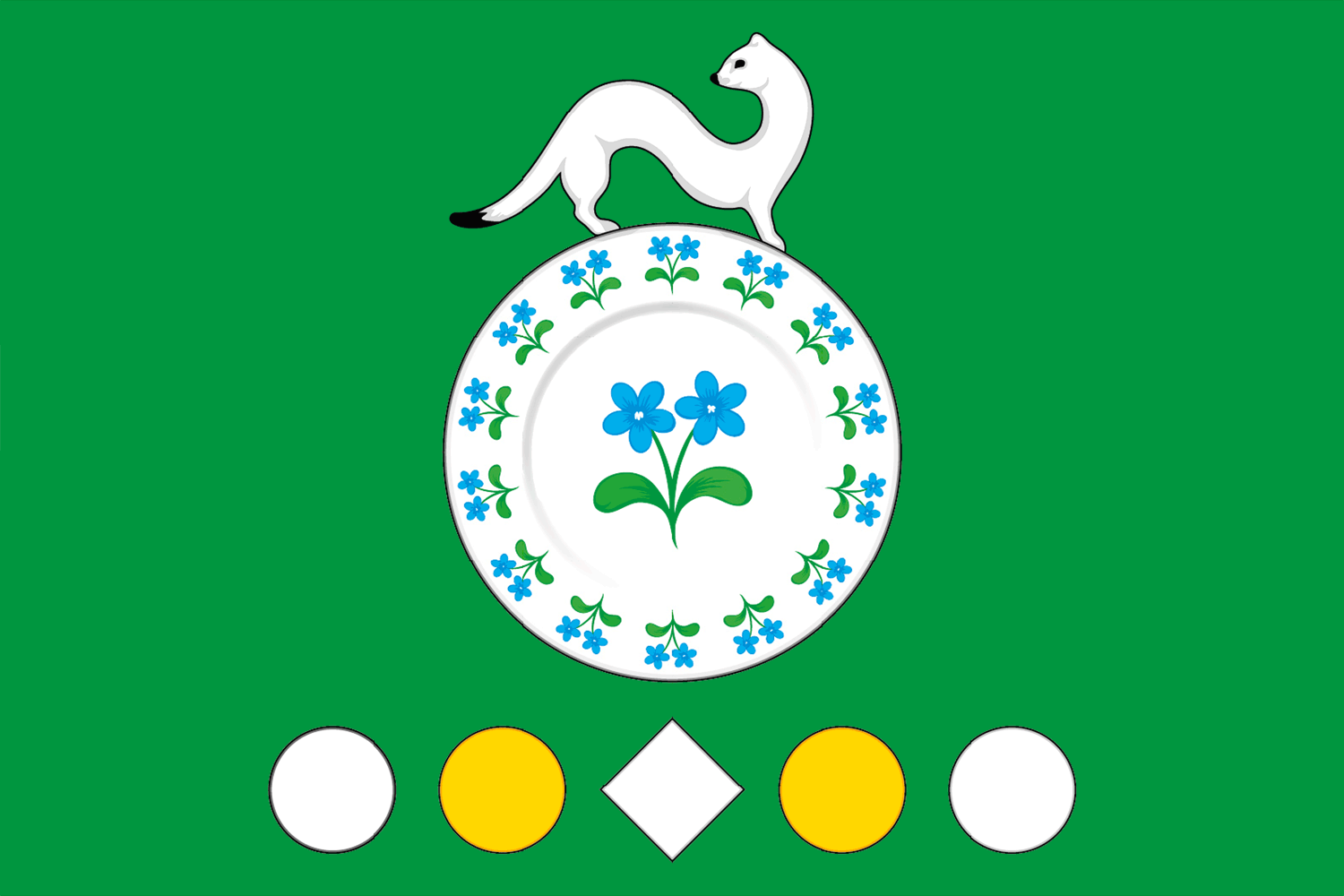
Флаг Мишелёвского муниципального образования
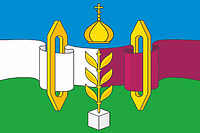
Флаг Тельминского муниципального образования
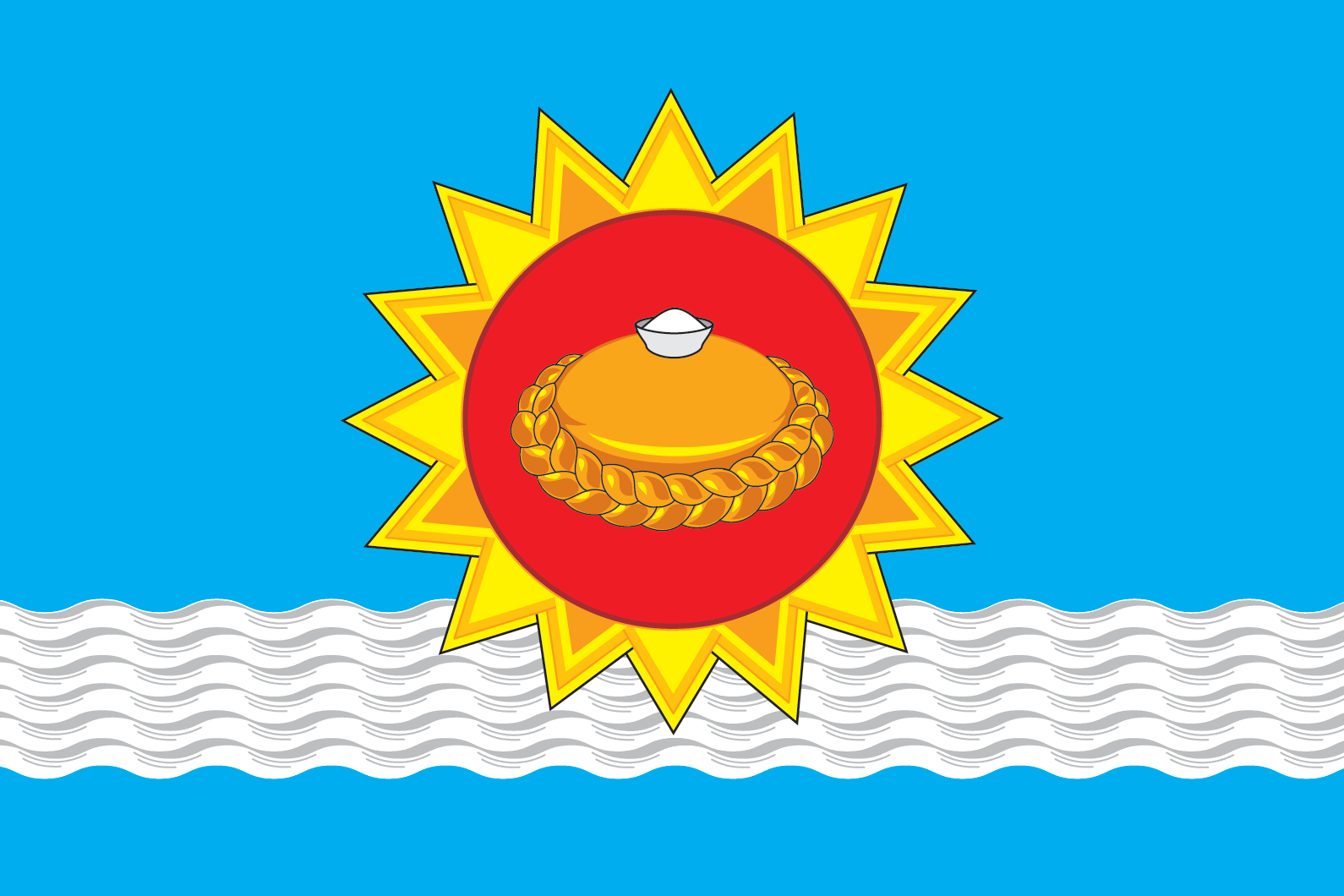
Флаг Белореченского муниципального образования
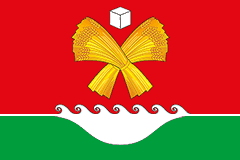
Флаг Большееланского муниципального образования
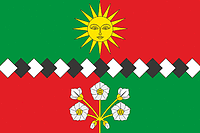
Флаг Железнодорожного муниципального образования
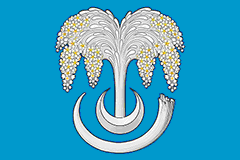
Флаг Мальтинского муниципального образования
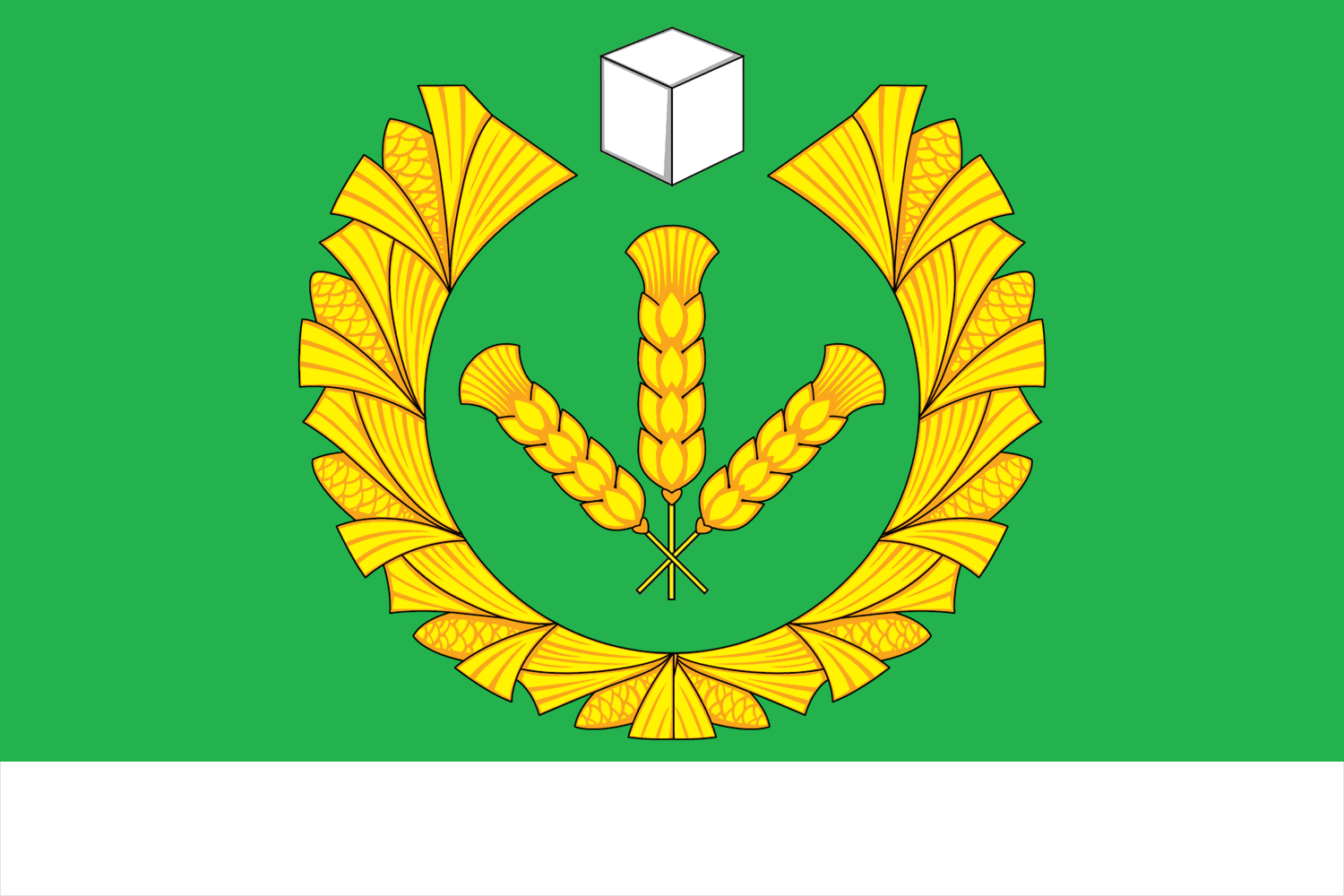
Флаг Новожилкинского муниципального образования
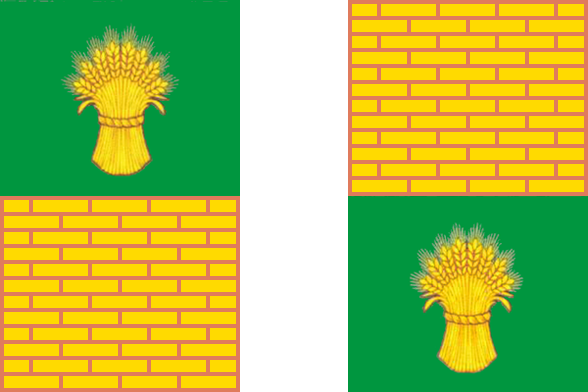
Флаг Новомальтинского муниципального образования
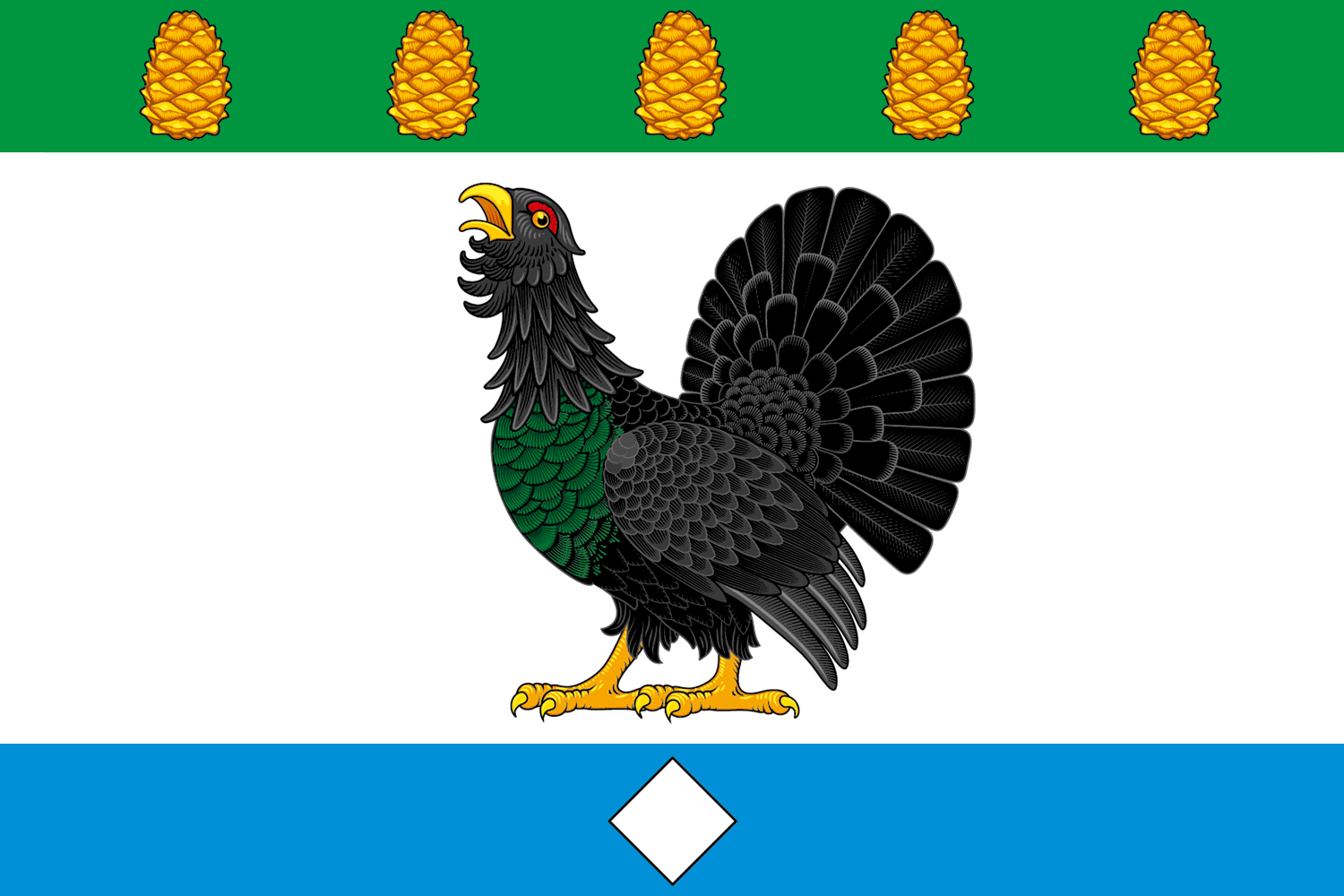
Флаг Раздольинского муниципального образования
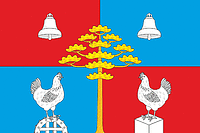
Флаг Сосновского муниципального образования
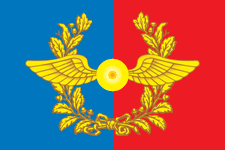
Флаг Среднинского муниципального образования
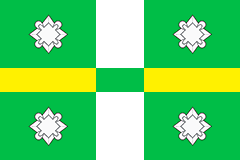
Флаг Тайтурского муниципального образования
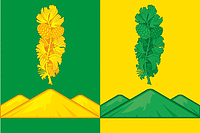
Флаг Тальянского муниципального образования